# Carsia obscurata
Carsia obscurata är en fjärilsart som beskrevs av Schoyer 1881. Carsia obscurata ingår i släktet Carsia och familjen mätare. Inga underarter finns listade i Catalogue of Life.